# トニー・ペルーソ
トニー・ペルーソ（Tony Peluso、1950年3月28日 - 2010年6月5日）は、アメリカ合衆国のギタリストで音楽プロデューサー。1973年から1983年まで、カーペンターズでリードギターを担当した。
カーペンターズの楽曲「愛にさよならを」でのギターソロと、アルバム『ナウ・アンド・ゼン』のB面のオールディーズメドレーをつなげるディスクジョッキーの真似で最も知られている。

## キャリア
父親は西海岸のNBAラジオで指揮者を務めており、母親はオペラ歌手として名を挙げる、音楽一家の出身である。
1968年に音楽の道に進み始め、この時大学の友人3人とバンド、アブストラクツを結成した。このバンドは自分で歌い、ギターを弾き、殆どの曲を書くという形で小規模なポンペイレーベルで、アルバムを発表するも、不発に終わり、ほどなくして解散した。
その後マーク・リンゼーがポール・リヴィア＆ザ・ライダーズを離脱した際に、リンゼーのバックバンドのインスタントジョイを率いたり、ボビー・シャーマンやポール・リヴィア＆ザ・ライダーズと共に演奏した。

### カーペンターズ
1972年、リチャード・カーペンターとジョン・ベティスは、カーペンターズのために新曲「愛にさよならを」を制作、カーペンターズはこの曲にリチャードのギター・ソロを必要とした。マーク・リンゼーとインスタントジョイがカーペンターズの前座を務めた時のことからトニー・ペルーソを思い出していた。カレン・カーペンターはトニー・ペルーソに電話をかけ、ギターソロを担当するよう求めた。DVDClose to You: Remembering The Carpentersでペルーソは「初めカレン・カーペンターが電話に出ているとは容易には信じられなかったが、カレンはもう一度自分の名前を繰り返した。…この時本当にそれがカレンで、自分のアイドルの一人と話をしていたのだとわかった」と回想した。カレンとリチャードが「愛にさよならを」という曲を演奏し、別のバンドと共演していてトニーが自分達の求める音を完成してくれると告げた。スタジオに入ったペルーソは、初めはムーディに演奏したが、リチャードは「駄目だ、駄目だ、駄目だ！5小節メロディーを演奏して後は燃え上がるんだ！成層圏まで舞い上がるんだ！行こう！素晴らしくなるぞ！」と言った。ちなみに、このギター・ソロを聴いたポール・マッカートニーが、「こんなギタリストが欲しい！」と言った、という逸話が残っている。
ペルーソは、その後のレコーディングやツアーでのリード・ギタリストとして、カーペンターズの一員となった。『緑の地平線〜ホライゾン』に収録されている『ハッピー』、『ヴォイス・オブ・ザ・ハート』に収録されている『輝く船出』は、彼が作曲した作品である。

### その後のキャリア
1983年2月4日にカレンが亡くなると、ペルーソは音楽プロデューサー兼レコーディングエンジニアになった。次の10年はスモーキー・ロビンソン、テンプテーションズ、フォー・トップス、マイケル・ジャクソンのようなアーティストを録音したモータウンで働いた。またリチャード・カーペンターのソロアルバム『タイム』に参加した他、リチャード・カーペンターがプロデューサー／アレンジャーをした小林明子の1988年のアルバム"City of Angels"にギタリストだけでなくミキシングエンジアとしても参加した。
ペルーソはケニー・ロギンズ、シールズアンドクロフツ、アポロニア・コテロ、プレイヤー、アニモーション、ステファニー・ミルズ、ザ・フィックス、デイヴ・コーズ、ボーイズIIメンのようなアーティストのプロデューサーやエンジニアを務めた。
1992年、ペルーソはグスターボ・サンタオラヤと活動を開始した。二人はロック・エン・エスパニョール分野のパイオニアであった。ペルーソはリッキー・マーティンのようなラテンポップミュージシャンやモロトヴやカフェ・タクーバのようなメキシコのロックバンドと活動した。2005年、サンタオラヤとペルーソは、映画ブロークバック・マウンテンのサウンドトラックをプロデュースした。
ペルーソはそのキャリアで4回グラミー賞を受賞し、種々の音楽活動で1億5000万を超える売り上げを挙げた数々のゴールドレコードやプラチナレコードで表彰された。
2010年6月5日、心臓病によりロサンゼルスで死去。60歳没。息子が2人いる。

## 参照
1. 1 2  “The Carpenters' Lead Guitarist Tony Peluso Dead At 60”. rttnews.com. (2010年6月11日) 2010年7月5日閲覧。
2. 1 2 3  “A Song for You”. richardandkarencarpenter.com (2008年6月4日). 2010年7月5日閲覧。
3. ↑  “Close to you: Remembering the Carpenters”. mpihomevideo.com (1998年). 2010年7月5日閲覧。
4. ↑  [ameblo.jp/captain-jd/entry-10805839794.html 昨日知った訃報・・・RIP Tony Peluso]
5. 1 2  Dore, Shalini (2010年6月14日). “Carpenters' lead guitarist dies”. variety.com 2010年7月5日閲覧。
6. ↑  “Carpenters' Lead Guitarist Tony Peluso Dies”. allaboutjazz.com. (2010年6月15日) 2010年7月7日閲覧。